# Wilbur Wright und seine Flugmaschine
Wilbur Wright und seine Flugmaschine ist ein Stummfilm aus dem Jahr 1909. Seine Bedeutung liegt darin, die ersten bewegten Luftaufnahmen zu zeigen, die von einem Flugzeug aus gemacht wurden. Er entstand im Auftrag der französischen »Société Générale des Cinématographes Eclipse« am 24. April 1909 auf einem Ballon-Startplatz nahe Rom. Der Film wurde vom »Filmarchiv Austria« restauriert und wieder zugänglich gemacht.

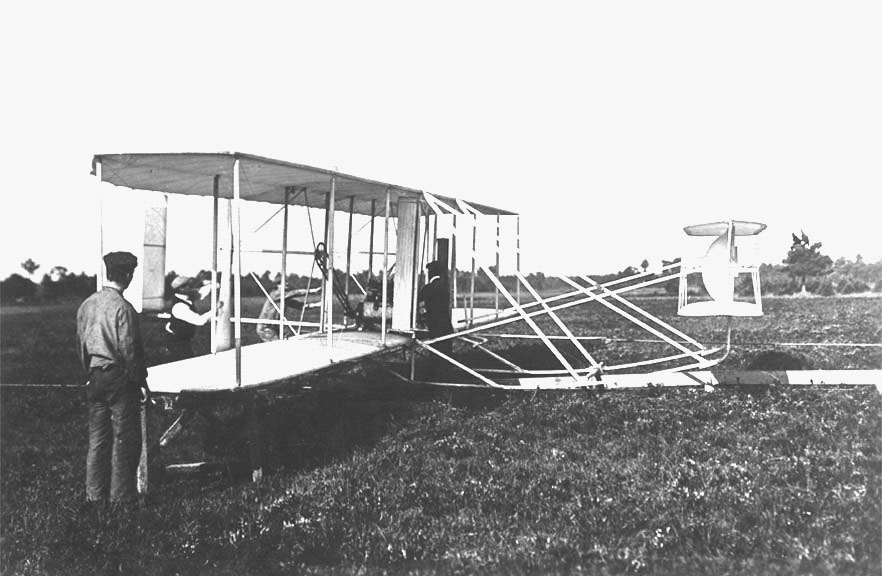
Der Wright Flyer A in Le Mans, 1908.

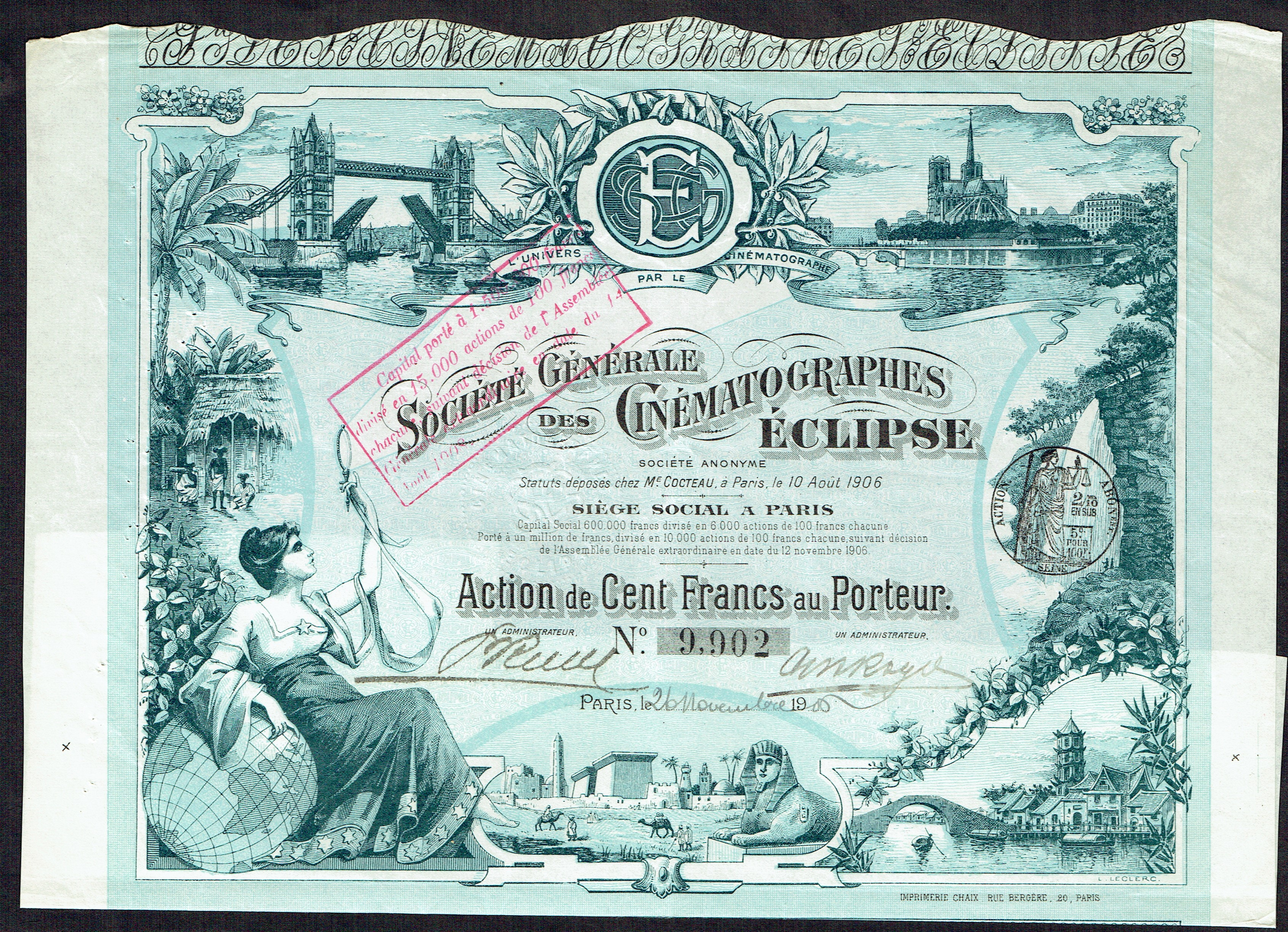
Aktie der Société Générale des Cinématographes Eclipse vom 26. November 1906

Die Brüder Wright reisten im Mai 1908 auf Einladung der »Compagnie Générale de Navigation Aérienne« und Léon Bollées nach Frankreich, um in Le Mans ihr Wright Model A zu fliegen und die immer noch vorhandenen Zweifel an ihren Motorflügen zu beseitigen. Die Überzeugung, dass es sich bei den Berichten aus den USA um einen Bluff handele, war weit verbreitet, da bisher nur wenige Menschen den »Wright-Flyer« in der Luft gesehen hatten. Mit ihren ersten Flügen im August 1908, die auch von Louis Blériot verfolgt wurden, konnten die Wrights den Vorwürfen erfolgreich entgegentreten. Nach einem Zwischenhalt in Pau in Südfrankreich reisten sie im April nach Italien und hielten dort ebenfalls Flugvorführungen ab. Im Mai 1909 kehren sie in die USA zurück.
Der Film beginnt mit einer Aufnahme Wilbur Wrights, der den Motor startet. Ein Assistent (wahrscheinlich Orville Wright) steht vor dem Flugzeug, das anschließend im Flug zu sehen ist. Wilbur Wright steuert es, ein Passagier fliegt mit. Zu sehen sind Vorbeiflüge, frontale Anflüge knapp über der Kamera, Abflug und Landung. Den Flug verfolgen zivile und militärische Beobachter. Nach 1:34 Minuten kündet eine Zwischenblende »Aufnahmen von der Flugmaschine aus gemacht« an. Nochmals werden Startvorbereitungen gezeigt, die Aufnahmen vom Flugzeug aus setzen nach knapp 2:00 Minuten mit dem Abheben des Flyers von der Startrampe ein. Die Kamera ist auf dem linken unteren Flügel neben dem Flugzeugführer angebracht, weswegen das vorne angebrachte Höhenruder stets Teile der im Flug gefilmten Landschaft verdeckt.